# Bilal Benyaich
Bilal Benyaich (Diest, 22 maart 1982) is een Belgisch diplomaat. In een vorig leven was hij denktanker en schrijver. 

## Biografie
Benyaich was het tweede kind in een Marokkaans gastarbeidersgezin van vijf. Zijn vader heeft in de mijnen van Limburg gewerkt. Bilal Benyaich is geboren en groeide op in Diest (Vlaanderen) en studeerde politieke wetenschappen aan de Vrije Universiteit Brussel. Hij was 8 jaar lang studiedienstmedewerker bij de Sociaal-Economische Raad van Vlaanderen. Daarnaast is hij jarenlang senior fellow geweest bij de Belgische denktank Itinera Institute en docent aan Odisee (de Hogeschool-Universiteit Brussel). Hij is ook verbonden geweest aan de VUB waar hij op voordracht van voormalig rector Caroline Pauwels zaliger Honorary Fellow werd. Hij was columnist bij De Tijd en een gekend auteur en opiniemaker. Hij werd alom gewaardeerd als een rationele en realistische stem in het maatschappelijk debat. 
Benyaich werd begin 2014 door Knack op de elfde plaats gezet van "meest invloedrijke allochtonen in België." In de regering van technocraten die De Morgen in 2015 opmaakte werd hij verkozen tot Staatssecretaris voor Terrorismebestrijding en Deradicalisering.
Begin 2016 veranderde hij het geweer van schouder en werd hij diplomaat. In 2017 vertrok hij Ankara (Turkije) om België te vertegenwoordigen. In oktober 2020 kwam hij terug naar België om de Midden-Oostenadviseur te worden van Minister van Buitenlandse Zaken Sophie Wilmès, de voormalige Premier van België. Sinds 2023 is Benyaich adjunct-Ambassadeur van België in Moskou (Rusland).
[1] fedgov_Belgium_Wilmès_NL_v20210423_1216.pdf

## Publicaties[1]
Benyaich schreef meerdere wetenschappelijke publicaties en opiniestukken, alsook volgende boeken:
- 2010: Europa, Israël en de Palestijnen [4]
- 2013: Islam en radicalisering bij Marokkanen in Brussel [5]
- 2014: Klokslag Twaalf, tijd voor een ander migratie- en integratiebeleid [6]
- 2015: #radicalisme #extremisme #terrorisme [7]

- Gemeinsame Normdatei: 1037753313
- International Standard Name Identifier: 0000 0003 6728 4231
- Library of Congress Control Number: n2012007640
- Nationale Bibliotheek van Israël: 987007463024205171
- Nederlandse Thesaurus van Auteursnamen: 333996917
- Virtual International Authority File: 232176251
- WorldCat: E39PBJpYDypqP797DydPvFHgrq